# Buslijn 60 (Amsterdam)

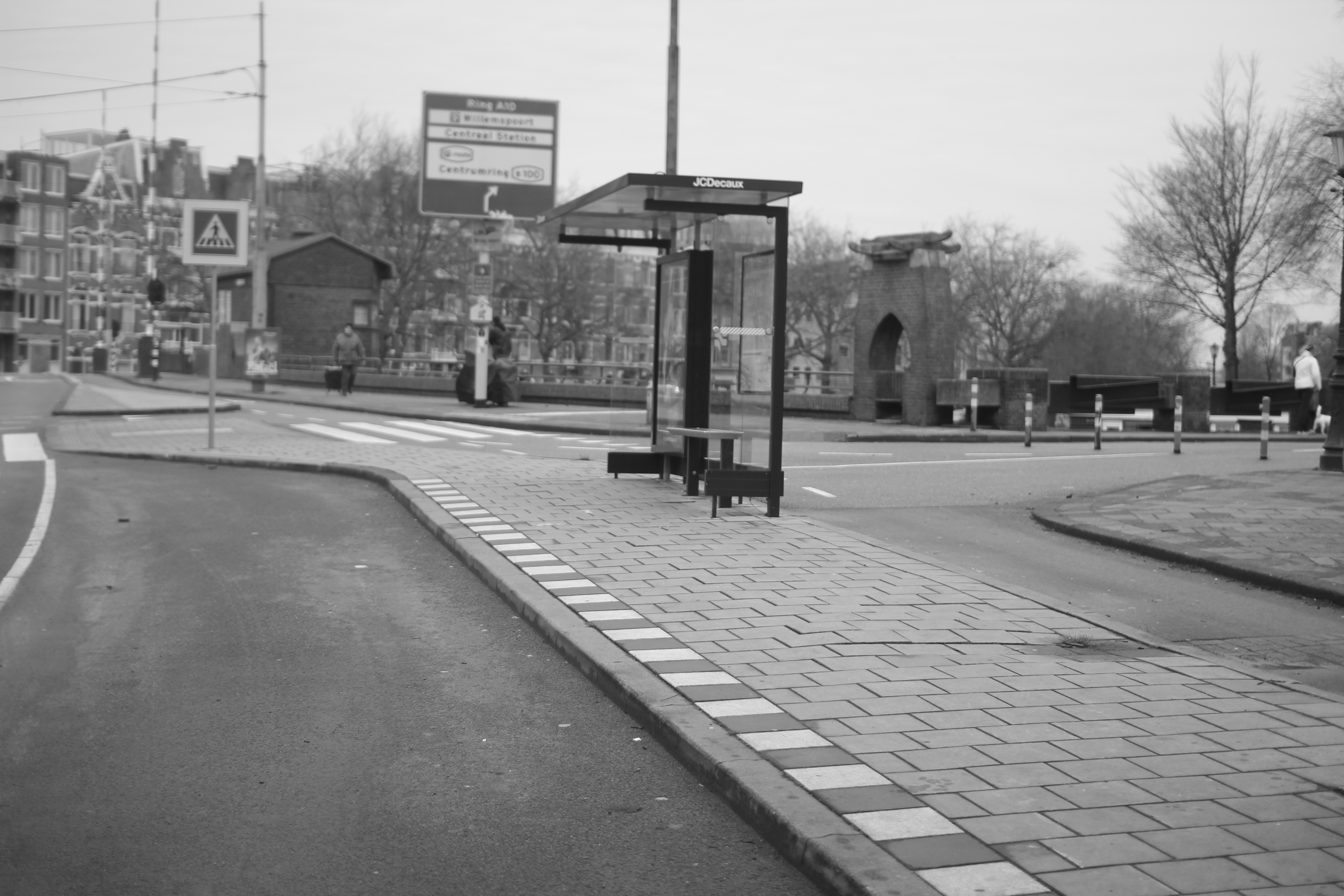
De inmiddels verlaten eindhalte van de laatste incarnatie van lijn 60 aan de Nassaukade.

Buslijn 60 was een buslijn in Amsterdam geëxploiteerd door het GVB. Er hebben 2 buslijnen met dit lijnnummer bestaan, één tussen 1983 en 2000 en één tussen 2009 en 2011. Daarnaast hebben ook de lijnen 60E (extra) en 60S (sneldienst) bestaan.

## Geschiedenis

### Lijn 60 I

#### Lijn 53 en lijn 53P
De geschiedenis van deze lijn gaat terug naar 5 oktober 1981 toen vanuit garage Zuid een nieuwe lijn 53 werd ingesteld tussen het metrostation Gaasperplas, de Bijlmermeer, het industriegebied Overamstel, het noordelijke gedeelte van Buitenveldert en het Haarlemmermeerstation. De lijn reed in een halfuurdienst van maandag tot en met vrijdag van begin tot einde dienst. De lijn gaf hiermee voor de bewoners van Amsterdam-Zuidoost een rechtstreekse verbinding met zuid in plaats van via een overstap. Lijn 53 reed niet op zaterdag en zondag.
Tussen de nieuwe wijk Nellestein en het metrostation Gaasperplas reed in aansluiting op lijn 53 een pendeldienst met een klein busje tot het Leerdamhof, omdat een grote bus daar niet kon keren. Op zaterdag en zondag reed lijn 53P door naar het metrostation Kraaiennest. Op 8 februari 1982 waren de Langbroekdreef en verlengde Meerkerkdreef gereed en kon lijn 53 worden doorgetrokken naar het metrostation Holendrecht. Op 20 september 1982 kreeg de lijn een extra ommetje via de Schoonhovendreef maar omdat een stuk van de Gooiseweg nog niet gereed was moest aan het einde van de Wageningendreef worden gekeerd en weer teruggereden. Lijn 53P bleef in het weekeinde rijden (wanneer lijn 53 niet reed) nu tussen metrostation Holendrecht en metrostation Kraaiennest. Van 1982 (sinds 1983 lijn 60) tot 2000 had de lijn zijn eindpunt op het terrein van het AMC.

#### Lijn 60
Op 29 mei 1983 werd het busnet in de Bijlmermeer aangepast waarbij lijn 53 in lijn 60 werd vernummerd. De route werd verlegd van de 's-Gravendijkdreef naar de Groesbeekdreef en kreeg nog een ommetje via de Flierbosdreef en Karspeldreef zoals de opgeheven ringlijn 50/51. Vervolgens werd via Duivendrecht de route van lijn 53 gereden tot het Haarlemmermeerstation. Naar het voorbeeld van lijn 50/51 reed lijn 60 in combinatie met lijn 61 (ter gedeeltelijke vervanging van de tot Weesp ingekorte CN-lijn 153) die tot de Dolingadreef dezelfde route had en vanaf Duivendrecht naar het Amstelstation reed. In tegenstelling tot lijn 53 reed lijn 60 ook op zaterdag en zondag. Na het gereed komen van de Venserpolder werd via deze wijk gereden.
In 1985 werd de lijn verlegd via de achterzijde van het AMC en via de Schoonhovendreef en Reigersbosdreef werd naar de Langbroekdreef gereden waarmee het heen en weer rijden verviel. Lijn 61 bleef wel heen en weer rijden naar Gein waardoor er geen sprake meer was van een regelmatige kwartierdienst. Ook ging lijn 60 in Duivendrecht via het winkelcentrum rijden. In 1988 ging de lijn weer via de Reigersbosdreef rijden en doordat in de Wamelstraat een tijdelijke busbaan was aangelegd naast het dijklichaam van de Gooiseweg verviel het heen en weer rijden.
In mei 1993 bij de opening van de zuidtak van de NS en het station Duivendrecht werd lijn 60 ingekort tot Station Zuid in plaats van het Haarlemmermeerstation.
In maart 1997 werd lijn 60 ingrijpend gewijzigd door de opheffing van lijn 61 en reed weer via de achterzijde van het AMC, de Reigersbosdreef, de Huntumdreef naar Station Bijlmer. Vandaar via de Karspeldreef, Elsrijkdreef en Daalwijkdreef naar de Venserpolder en verder de oude route. Op 1 juni 1997 bij de opening van metrolijn 50 werd lijn 60 vanaf Holendrecht ingekort tot station Duivendrecht (met een aanvankelijke lus door het dorp).

#### Lijn 60E
Door rijtijdproblemen, maar ook omdat er een gering vervoer was, werd gelijktijdig lijn 60E ingesteld tussen station Holendrecht en het industriegebied Amstel III (langs de thuisgarage Zuid) rond de Schepenbergweg in plaats van dat lijn 60 in de spits werd verlengd. De lijn werd met een klein busje gereden.

#### Lijn 60S
In september 1994 werd een spitssneldienst 60S ingesteld tussen station Gaasperplas, station Bijlmer, Rijksweg 2, Buitenveldert en de Amstelveense kantorenwijk Kronenburg. De lijn kreeg niet het meer voor de hand liggende lijnnummer 49, dat inmiddels vrij was gekomen, maar het verwarrende lijnnummer 60S, waardoor er nu drie lijnen 60 bestonden. De lijn reed in de ochtendspits alleen in deze richting en in de middagspits omgekeerd. Net als destijds lijn 49 kende de lijn in Kronenburg een ochtendspits-eindpunt bij Uilenstede en een middagspits eindpunt aan de Saskia van Uylenburgweg. De lijn kon gezien worden als voorloper van het oostelijke traject van metrolijn 50.
Gelijk met de inkorting van lijn 60 werd ook de route van lijn 60S ingrijpend gewijzigd; voortaan reed deze vanaf Amstel III via de A2 en A9 naar Plein 1960 in Amstelveen en vandaar naar Kronenburg. In de praktijk reed lijn 60S, evenals SWAB lijn 581, echter vaak om de file te vermijden via de vrije busbaan over de Burgemeester Stramanweg waarbij echter geen eigen haltes werden overgeslagen.
Eind mei 2000 werden lijn 60, 60E en 60S opgeheven in verband met een herstructurering van het lijnennet; een andere reden was dat de drie lijnen te weinig werden gebruikt omdat ze grotendeels samenliepen met lijnen van Connexxion.

### Lijn 60 II

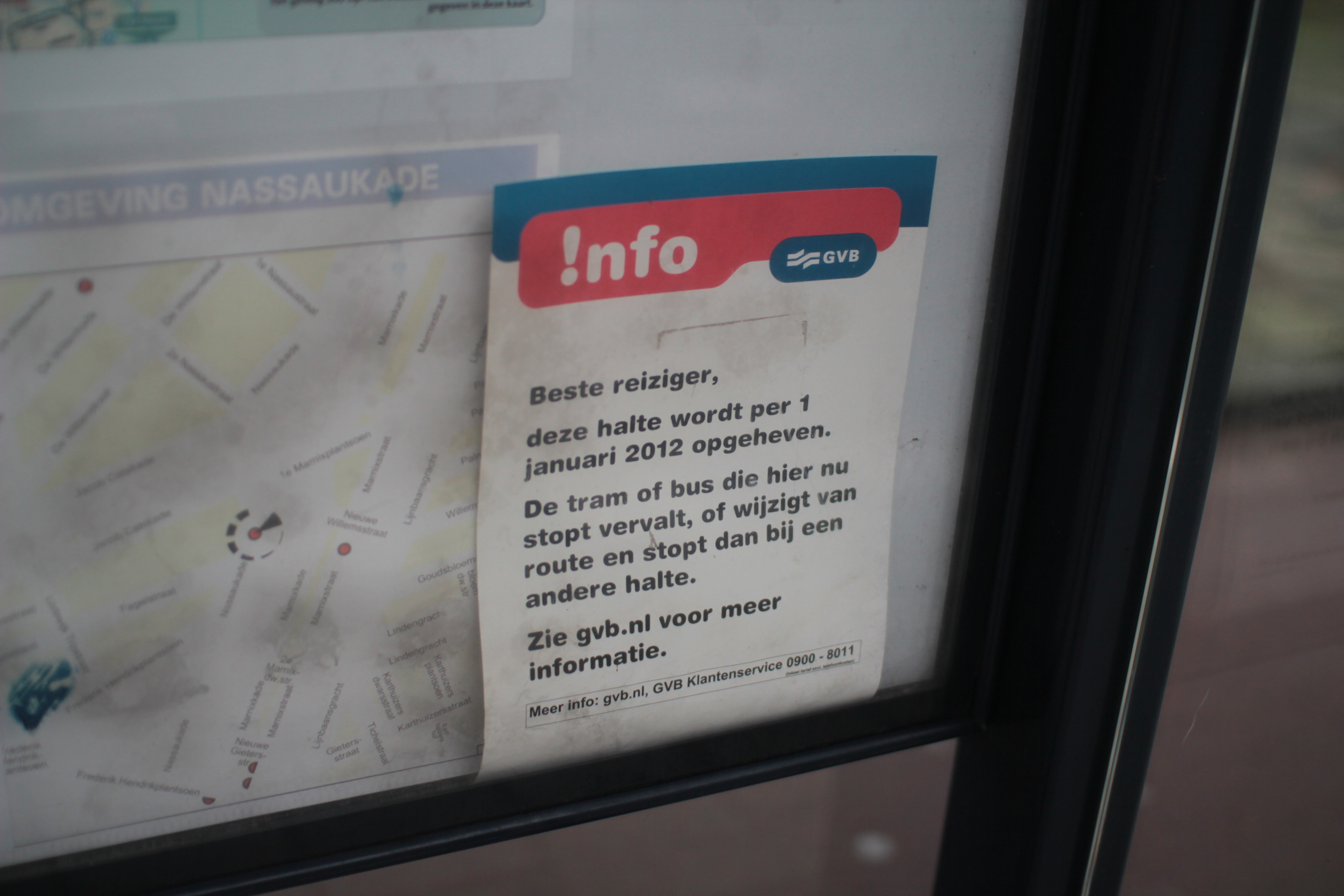
Briefje van het GVB met vermelding van het beëindigen van de dienst

In het optimalisatieplan voor het nieuwe lijnennet per 28 mei 2006 stond een lijn 60 vermeld als spitsversterkingslijn van Sternetlijn 192 tussen Geuzenveld en station Sloterdijk. De lijn werd uiteindelijk toch niet ingesteld.
In december 2009 werd een nieuwe lijn 60 ingesteld vanuit de hoofdgarage West; deze reed tussen station Sloterdijk en de Staatsliedenbuurt in aansluiting op tramlijn 10. In de Staatsliedenbuurt werd een grote lus in één richting gereden via de Van Hallstraat en de Nassaukade, waar de standplaats was. Vervolgens werd via de Haarlemmerweg teruggereden. De lijn werd met een speciaal budget gefinancierd, mede door het stadsdeel Westerpark. De bedoeling was dat de lijn later naar het Stationsplein zou worden doorgetrokken waarmee lijn 21 dan een snellere route zou krijgen. Dit ging echter niet door en op 31 december 2011 reed de lijn in het kader van het nieuwe lijnennet voor het laatst.